# على طول ريدج
على طول ريدج (بالإيطالية: Anche libero va bene)‏ هو فيلم تم إنتاجه في إيطاليا وصدر في سنة 2006. من بطولة الطفل اليساندرو موراسي وإخراج كيم روسي ستيوارت.

## القصة
تومي الذي يبلغ من العمر 11 سنة وأخته الأكبر سناً بقليل فيولا، يعيشان معاً في المدينة مع والِدهما. وتظهر الأسرة الأب بأنه العائل الوحيد للأسرة حتى تظهر أمهم التي اختفت دون أثر لمرات عديدة. ويظهر الفيلم صراعها الدائر مع الحب والصداقة والبلوغ والحياة بشكل عام.

## وصلات خارجية
- على طول ريدج على موقع IMDb (الإنجليزية)
- على طول ريدج على موقع ألو سيني (الفرنسية)
- على طول ريدج على موقع Turner Classic Movies (الإنجليزية)
- على طول ريدج على موقع أول موفي (الإنجليزية)
- على طول ريدج على موقع فيلمافينيتي (الإسبانية)
- على طول ريدج على موقع قاعدة بيانات الأفلام السويدية (السويدية)
- على طول ريدج على موقع قاعدة بيانات الفيلم (الإنجليزية)
- على طول ريدج على موقع ليتربوكسد (الإنجليزية)
- على طول ريدج على موقع كينوبويسك (الروسية)